# Lijst van voetbalinterlands Eritrea - Mozambique
Deze lijst van voetbalinterlands is een overzicht van alle officiële voetbalwedstrijden tussen de nationale teams van Eritrea en Mozambique. De landen hebben tot op heden twee keer tegen elkaar gespeeld. De eerste ontmoeting was een kwalificatiewedstrijd voor de Afrika Cup 2000 op 4 oktober 1998 in Maputo. Het laatste onderlinge duel, de returnwedstrijd in dezelfde kwalificatiereeks, werd gespeeld in Asmara op 19 juni 1999.

## Wedstrijden
| № | Plaats | Datum          | Competitie                   | Wedstrijd            | Uitslag |
| - | ------ | -------------- | ---------------------------- | -------------------- | ------- |
| 1 | Maputo | 4 oktober 1998 | Afrika Cup 2000 kwalificatie | Mozambique − Eritrea | 3 − 1   |
| 2 | Asmara | 19 juni 1999   | Afrika Cup 2000 kwalificatie | Eritrea − Mozambique | 1 − 0   |

## Samenvatting
| Competitie              | Totaal gespeeld | Winst Eritrea | Gelijk | Winst Mozambique | Doelsaldo Eritrea – Mozambique |
| ----------------------- | --------------- | ------------- | ------ | ---------------- | ------------------------------ |
| Afrika Cup-kwalificatie | 2               | 1             | 0      | 1                | 2 − 3                          |
| Totaal                  | 2               | 1             | 0      | 1                | 2 − 3                          |

## Details

### Tweede ontmoeting
| Afrika Cup 2000 kwalificatie (Asmara, Eritrea, 19 juni 1999): |       |            |
| Eritrea                                                       | 1 – 0 | Mozambique |
| Yohane Fishaye 81'                                            | goals |            |

ENFF · 
Eritrees vrouwenelftal
Interlands
Tegenstander:
Angola ·
Botswana ·
Burundi ·
Djibouti ·
Ghana ·
Jemen ·
Kameroen ·
Kenia ·
Malawi ·
Mali ·
Mozambique ·
Namibië ·
Nigeria ·
Oeganda ·
Rwanda ·
Senegal ·
Seychellen ·
Soedan ·
Somalië ·
Swaziland ·
Tanzania ·
Zimbabwe
FMF · 
A-internationals · 
Mozambikaans vrouwenelftal
1970 – 1979 · 
1980 – 1989 · 
1990 – 1999 · 
2000 – 2009 · 
2010 – 2019 ·
2020 − 2029
Afrika Cup 1986 · 
Afrika Cup 1996 · 
Afrika Cup 1998 · 
Afrika Cup 2010
Algerije ·
Angola ·
Benin ·
Botswana ·
Burkina Faso ·
Centraal-Afrikaanse Republiek ·
Comoren ·
Congo-Brazzaville ·
Congo-Kinshasa ·
Egypte ·
Eritrea ·
Ethiopië ·
Gabon ·
Ghana ·
Guinee ·
Guinee-Bissau ·
Ivoorkust ·
Kaapverdië ·
Kameroen ·
Kenia ·
Lesotho ·
Libië ·
Madagaskar ·
Malawi ·
Mali ·
Marokko ·
Mauritanië ·
Mauritius ·
Namibië ·
Niger ·
Nigeria ·
Oeganda ·
Oman ·
Portugal ·
Rwanda ·
Senegal ·
Seychellen ·
Soedan ·
Somalië ·
Swaziland ·
Tanzania ·
Togo ·
Tunesië ·
Vietnam ·
Zambia ·
Zimbabwe ·
Zuid-Afrika ·
Zuid-Soedan